# Rotan rákosový
Rotan rákosový (Calamus rotang) je liána rostoucí v pralesích jihovýchodní Asie. Jde o popínavou rostlinu se stonkem o síle od jednoho do sedmi centimetrů, jejíž šlahouny dosahují délky až přes dvě stě metrů. Dřevo je velmi lehké a ohebné, po napaření a impregnování v oleji se z něj pletou koše nebo nábytek, vyrábějí se z něj také klepadla na koberce, rákosky nebo deštníky. Je známo pod názvem ratan.

## Další využití
Plody rotanu poskytují sytě červené barvivo, zvané dračí krev.

## Galerie

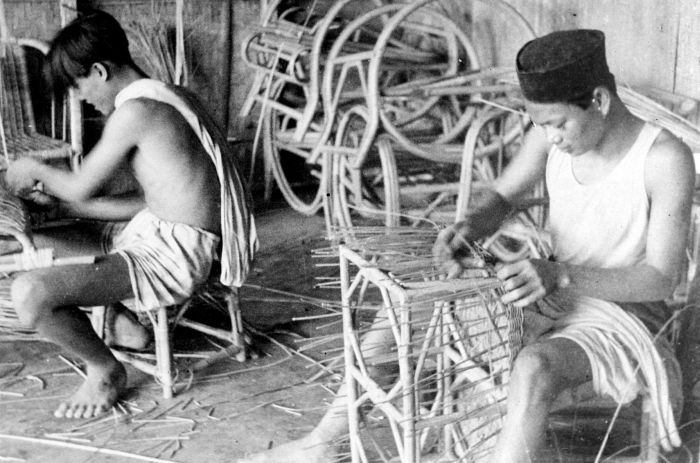
Zpracování ratanu v Indonésii
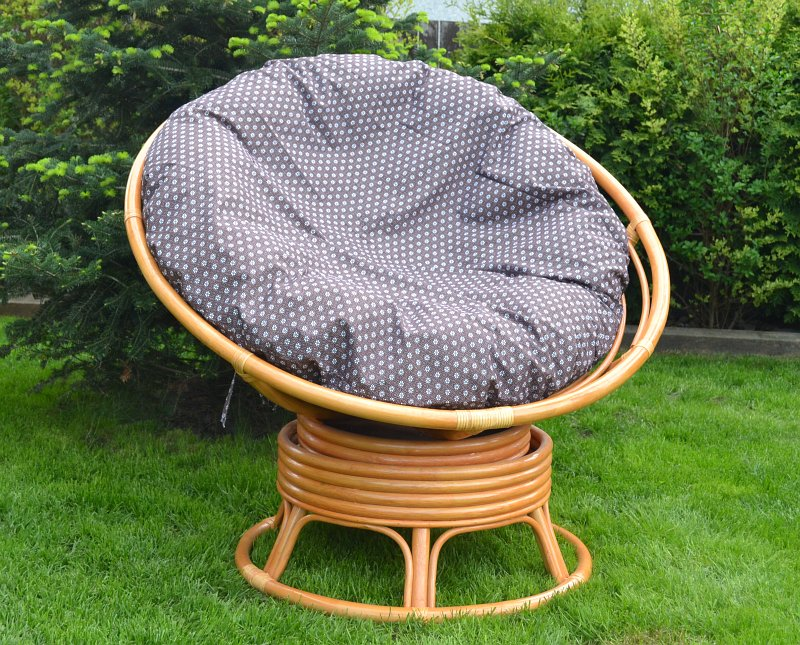
Finální produkt z ratanu - křeslo papasan